# 开放式创新

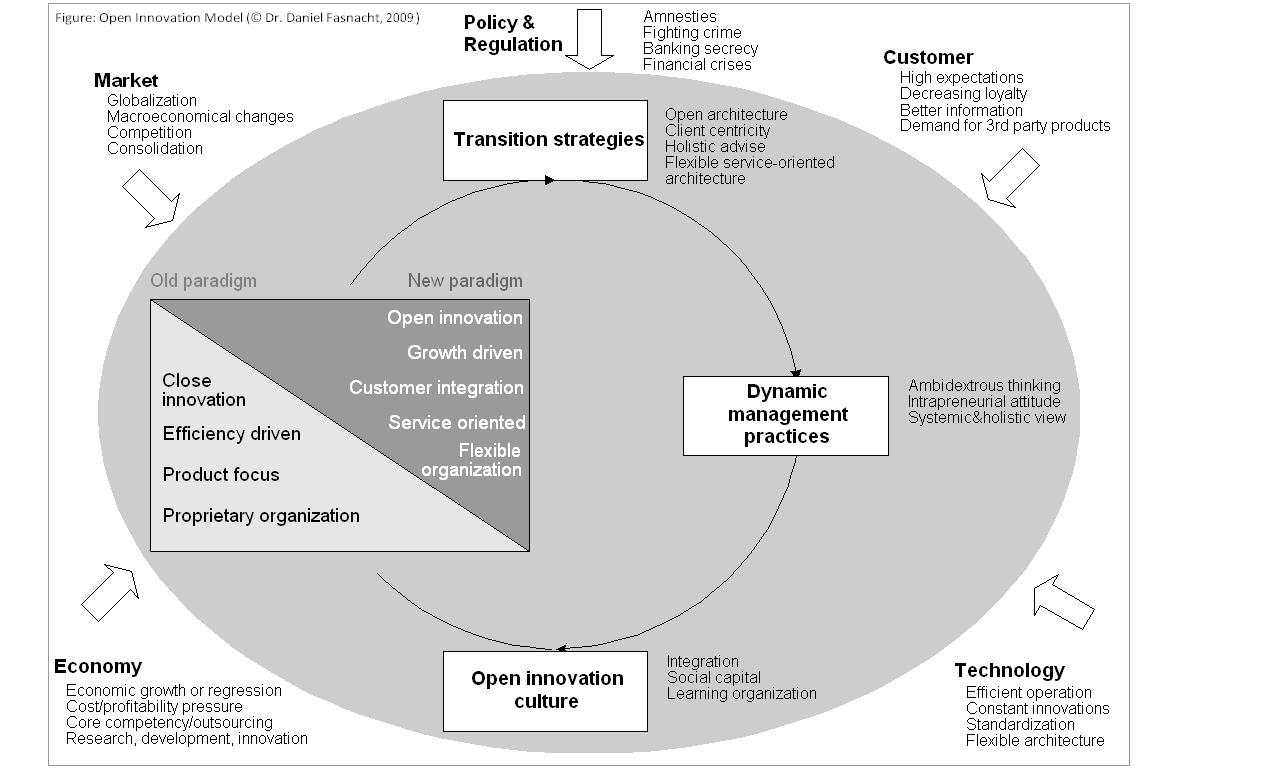
開放式創新模型

开放式创新这个词，尽管这个思想和讨论（特别是公司内科研）从1960年代开始讨论，最早是由加州大学伯克利分校的教授Henry Chesbrough在《开放式创新：新的科技创造盈利方向》一书中提到。这个概念涉及用户创新, 积累创新, 诀窍交易, 大规模创新和创新传播。
“开放式创新是指公司利用外部思想进行创新，拓展科技。”或者指"与合作伙伴一起创新，分享风险，分享盈利。"公司和周围环境之间的界限变得模糊，创新可以在公司以内和公司以外进行。
开拓创新的核心思想是世界上充满了知识，公司不需要完全依赖公司内部进行科研，可以把创新进行授权(如通过专利)给其他公司。另外，公司内部不能进行的创新可以在外部进行(例如通过授权、合资公司、资产分拆)等。.

## 开放和关闭式创新
关闭式创新指成功的创新需要控制，公司需要控制自身思想(的创造)、生产、市场营销、销售、服务、投资和支持。这个思想的主要来源是，20世纪初期，大学和政府不介入科技应用。有些公司决定独立进行科研，创立了独立的科研部门，控制整个产品的研发(NPD)循环，而不能等待科研部门介入科技的实际开发。也没有足够时间等待其他公司生产一些必须的配件。这些公司逐渐变得自给自足，与外界缺少沟通。
随着时间，开放式创新有了更多的条件，包括:
- 技术工种的流动性、可聘性增强
- 风险投资市场的发展
- 公司外部进行科研的成型
- 外部供应商数量的增加

有四个因素决定了新型的科研，知识不再是公司的独立财产，而是员工、供应商、竞争者和大学共有的。如果公司内部知识不够用，其他人可以完成创新。关闭式和开放式创新都能获得新的想法。目前，哪种会占主导还没有定论。